# Daniel Carleton Gajdusek
Daniel Carleton Gajdusek, född 9 september 1923 i Yonkers, New York, död 11 december 2008 i Tromsø, var en amerikansk medicinforskare. Han tilldelades Nobelpriset i fysiologi eller medicin 1976 tillsammans med Baruch S Blumberg för deras arbete på kuru, den första prionsjukdomen som upptäckts. Han kom förklaringen på spåren när han undersökte sjukdomen i Papua Nya Guinea och kunde konstatera att de som drabbats hade ägnat sig åt kannibalism.
År 1997 dömdes Gajdusek för sexuella övergrepp. Detta nämns i Bosse Lindquists dokumentär Geniet och pojkarna, där det framkommer att sju män anmält Gajdusek för sexuella övergrepp. I dokumentären erkänner han också öppet att han antastat pojkar och att han står för intergenerationellt sex. Gajdusek, som led av hjärtfel, hittades den 11 december 2008 död på sitt hotellrum i Tromsø i Norge.